# Nanbudo
Il Nanbudo (南武道) è un'arte marziale creata nel 1978 dal maestro Yoshinao Nanbu (10° dan), che anni prima fondò già la scuola di Karate Sankukai.
Le radici del Nanbudo sono ritrovabili in varie arti marziali come il Karate, Jūdō, Aikidō, Kobudo, ma non si limitano a queste poche, infatti lo stile è in continua evoluzione, il suo fondatore, Yoshinao Nanbu lo elabora costantemente, e passa le sue novità agli allievi durante gli stage di frequenza settimanale che hanno luogo in tutte le parti del mondo.
Il Nanbudo, il cui nome deriva da:
- Nan = Nanbu
- Bu  = budō (arte marziale)
- Do  = via

è caratterizzato da una maggiore dinamicità e fluidità di movimento rispetto ai suoi predecessori. La schivata (tenshin), ad esempio, precede la parata, ciò conferisce un rapporto più armonioso tra Tori e Uke.
Il Nanbudo è diviso in 3 parti:
- Budo ho: tecniche di combattimento (Kata, Randori, Ju Randori, Ju Ippon Shobu, tecniche di autodifesa)
- Kido ho: tecniche per la salute e il lavoro con l'energia (Ki Nanbu Taiso, Nanbu Ki Undo, Shizen No Ki Undo, Tenchi Undo, Nanbu Keiraku Taiso, Taikyoku)
- Noryoku Kaihatsu ho: tecniche per lo sviluppo mentale (Nanbudo Mitsu No Chikara, Nanbudo Nanatsu No Chikara)

Data l'enorme completezza dello stile lo si può praticare a qualsiasi età e stato di salute.

## Tecniche di base
Tra le tecniche basilari si situano le cadute ukemi, le posizioni dachi waza, attacchi e difese principali Chokuzen, Kaiten, Kinagare Chokuzen, Tenshin, Sanbon Renzoku Waza e le regole di comportamento dojokun.

## Kata
I Kata sono una forma di combattimento contro uno o più avversari fisicamente assenti e/oppure una serie di tecniche esercitate consecutivamente secondo uno schema predefinito. Essi possono avere diversi scopi: l'allenamento del fisico e delle tecniche di combattimento, lo sviluppo mentale, salutare e energetico.
Kata del Nanbudo:
- KI Nanbu Taiso: kata fondamentale del Nanbudo, favorisce il riscaldamento e il benessere del corpo e della mente.
- Shihotai Kata: sono 7 kata che contengono tecniche basilari, ripetute 4 volte in direzioni diverse (est, ovest, nord, sud).
- Taikyoku Kata: sono, per ora, 6 Kata aventi uno schema simile agli Shihotai, essi riprendono le tecniche dei Ki Nagare Randori
- Nanbu Kata: sono i 5 kata specifici del nanbudo.
- Kata Superiori: sono tradizionali del karate, adattati ai principi del nanbudo (dinamica, movimento, tecnica, etc.).
- Nanbu Keiraku Taiso (in precedenza Nanbu Genki Naikei Taiso): sono 7 kata per la salute; La traduzione letterale del termine è: ginnastica  (Taiso) dei meridiani (Keiraku) di Nanbu. Essi vengono eseguiti lentamente per favorire la concentrazione sulla respirazione ed i movimenti, prestando ascolto ad ogni sensazione che il corpo restituisce durante l'esecuzione. Ogni Nanbu Keiraku Taiso si concentra su 2 meridiani differenti, ad eccezione del primo che può essere considerato come 'preparazione' per l'esecuzione degli altri, dato che ha la funzione di lavorare sulla colonna vertebrale, ponendola in assetto ottimale di rilassamento e ossigenandola.

## Randori
I Randori sono una forma di combattimento perfettamente schematizzata ed effettuata da due (di solito) o più (niningake, sanningake...) Nanbudoka. Una persona assume il ruolo di difensore (Uke), l'altra di attaccante (Tori). Tori esegue 7 attacchi (2 Oitzuki jodan, 2 Maegeri chudan, 2 Mawashigeri jodan e un ultimo Oitzuki jodan) a cui Uke risponde con ben definite tecniche di difesa, alla fine di questo ciclo vengono invertiti i ruoli.
Il nanbudo comprende all'incirca 30 Randori con un totale di oltre 200 tecniche diverse di difesa.

## Ju Randori
Il Ju Randori è una forma di combattimento evoluta dai Randori, durante la quale 2 Nanbudoka scambiano il ruolo di Tori e Uke dopo ogni attacco. Questa è una delle 2 forme di combattimento comunemente utilizzate durante le competizioni ed è caratterizzata dal fatto che viene valutata e punteggiata la difesa e non l'attacco.

## Ju Ippon Shobu
Il Ju Ippon Shobu è una forma di combattimento evoluta dal Ju Randori anch'essa utilizzata per la competizione caratterizzata dal fatto che anche l'attacco viene valutato.

## Ki Nagare Randori
I Ki Nagare Randori sono dei Randori che includono, oltre a una grande varietà di tecniche, un approfondito studio dell'interazione energetica tra 2 Nanbudoka. Il nome deriva da Ki ossia energia e Nagare ossia circolare.
Attualmente ci sono circa 17 Ki Nagare Randori, ma essi sono in continua evoluzione.

## Competizione, Campionati
Nel Nanbudo ci sono diverse forme di competizione:
- Kata individuale
- Kata team
- Ju Randori individuale
- Ju Randori team

Ogni anno vengono organizzate diverse competizioni internazionali, nazionali e locali. Ogni 4 anni vengono organizzati dei campionati mondiali.